# Catedral metropolitana de Ibagué
La Catedral Metropolitana de Ibagué, oficialmente Catedral Metropolitana de la Inmaculada Concepción de María, es una iglesia catedralicia de culto católico dedicada a la Virgen María bajo el dogma de la Inmaculada Concepción. Está situada en la zona céntrica de la ciudad de Ibagué (Colombia), al costado oriental de la Plaza de Bolívar, en la esquina que forman la Carrera 3 y la Calle 10.
Como catedral, es el templo principal de la Arquidiócesis de Ibagué, además de ser sede de la Parroquia de la Catedral. Originalmente se trataba de un edificio al estilo colonial español con tejas de barro, el cual fue modificado a partir de 1926 gracias a Monseñor Pedro María Rodríguez Andrade, dando origen al edificio actual, de estilo ecléctico. Las obras de la catedral fueron financiadas por la misma parroquia (80%) junto a las parroquias de la diócesis (15%) y la comunidad de la ciudad (5%).
Luego de un terremoto en 1976, la cúpula y la nave central sufrieron afectaciones, por lo que se consideró demoler la catedral y ampliar la Plaza de Bolívar hacia la Plaza Manuel Murillo Toro (frente a la Gobernación del Tolima), proyecto que finalmente no prosperó y supuso el refuerzo del edificio, en ferrocemento.
Entre los elementos de la catedral destacan el reloj suizo de la torre, donación de la colonia antioqueña en 1929; las tres campanas de origen francés consagradas en 1931; el presbiterio de mármol; y la estatua de Juan Pablo II de la fachada ubicada en 1985 previa a la visita de Juan Pablo II a Colombia, obra de Enrique Saldaña.

## Órgano
El Órgano de la Catedral de Ibagué fue fabricado por el organero alemán Oskar Binder y la casa alemana Walcker Orgelbau en 1960 y cuenta con el Opus 4016. Cuenta con 18 registros, una consola con dos teclados manuales y un teclado que se toca con los pies (pedalero).